# 酢酸ダーリア溶液
酢酸ダーリア溶液（さくさんダーリアようえき）は酢酸オルセイン溶液や酢酸カーミン溶液などと同じく顕微鏡での観察に際し、細胞核や染色体の染色に用いる染色固定剤。30%の酢酸水溶液100mLに、ダーリアバイオレット0.5gなどを加えて作る。生物の細胞にこの溶液を加えると、酢酸によって固定が起こり、負に荷電した核や染色体に、正に荷電したダーリアが吸着して紫色（青色）に染まる。同じく細胞などを染める酢酸オルセイン溶液や酢酸カーミン溶液よりも少々値段が高いが、染色の成功率が高い。ただし、染まりすぎることがあるので、そのときは塩酸を用いて少しなら脱色することが可能である。
中学校での理科の染色の実験では、主に酢酸オルセイン溶液や酢酸カーミン溶液が代用される。